# SARSコロナウイルス2-ラムダ株
SARSコロナウイルス2-ラムダ株（サーズコロナウイルスツー ラムダかぶ、英語: SARS-CoV-2 Lambda variant、別名: 系統 C.37）は、新型コロナウイルス感染症 (COVID-19) の原因ウイルスとして知られるSARSコロナウイルス2 (SARS-CoV-2) の変異株である。2020年12月にペルーで最初に同定された。
世界保健機関 (WHO) は注目すべき変異株 (VOI) に指定し、WHOラベルではラムダ株 (Lambda variant) に分類していたが、2022年4月時点でVOIから除外されている。
ラムダ株は南米を中心に最低でも世界30か国に広がり、アルファ株やガンマ株より感染力が強い可能性や、他の株に比べCOVID-19ワクチンへの耐性が強い可能性がある。一方で、mRNAワクチンやモノクローナル抗体療法による中和が引き続き有効とする研究結果（プレプリント）も発表されている。

## 経緯
ペルーで2020年12月に初めて確認され、2021年4月にはペルーのCOVID-19感染者の8割超が本株への感染者となった。同年6月までに本株は南米中に拡大、計29ヶ国（特にアルゼンチン・チリ・エクアドル）で確認された。
2021年6月14日、WHOは本株をラムダ株 (Lambda variant) と命名し、注目すべき変異株に加えた。6月半ばにはアレキパで90.6%、クスコで78.1%の新規感染が本株によるものになったとペルー保健省は発表している。7月6日、オーストラリアで初めて、4月にニューサウスウェールズ州の隔離ホテルに滞在していた国外からの旅行者からラムダ株が検出されたことが報告された。
7月19日、テキサス州はラムダ株の最初の感染者の発見を報告した。7月22日、フロリダ州で累計126人の感染者が確認された。7月28日、マイアミ大学の研究者たちは、ランダムサンプリングの結果、Jackson Memorial Health Systemとマイアミ大学のUHealth TowerにいるCOVID-19患者の3%がラムダ株に感染していたことを報告した。8月5日、ルイジアナ州は、ラムダ株の最初の感染者を報告した。
8月7日、日本はラムダ株の最初の感染者を確認した。感染者は7月20日にペルーから日本に到着した人物だった。
8月15日、フィリピンはラムダ株の最初の感染者を確認した。

## 分類

### 命名
2020年12月、この系統がペルーで初めて記録され、後に系統 C.37 (lineage C.37) と命名された。2021年5月末、WHOは懸念される変異株 (VOC) や注目すべき変異株にギリシャ文字を使用する新しい方針を導入した後、6月に入って注目すべき変異株に指定された系統 C.37に対しラムダ (λ:Lambda) のラベルを割り当てた。

### 変異
ウイルスのスパイクタンパク質 G75V、T76I、Δ246-252、L452Q、F490S、D614G、T859Nにアミノ酸の変異がある。

スパイクタンパク質に焦点を当てたSARS-CoV-2のゲノムマップ上にプロットされたラムダ株のアミノ酸変異[18]。

## 統計
| 国別の件数（2021年8月6日時点/GISAID） | 国別の件数（2021年8月6日時点/GISAID） | 国別の件数（2021年8月6日時点/GISAID） |
| 国                                    | 確認された件数                        | 最終報告日                            |
| ------------------------------------- | ------------------------------------- | ------------------------------------- |
| チリ                                  | 1,222                                 | 2021年7月13日                         |
| アメリカ                              | 1,055                                 | 2021年7月21日                         |
| ペルー                                | 898                                   | 2021年6月15日                         |
| エクアドル                            | 165                                   | 2021年7月20日                         |
| メキシコ                              | 160                                   | 2021年7月14日                         |
| スペイン                              | 113                                   | 2021年7月7日                          |
| アルゼンチン                          | 106                                   | 2021年6月24日                         |
| ドイツ                                | 105                                   | 2021年7月13日                         |
| フランス                              | 51                                    | 2021年7月19日                         |
| コロンビア                            | 31                                    | 2021年6月29日                         |
| イスラエル                            | 25                                    | 2021年5月9日                          |
| スイス                                | 22                                    | 2021年7月25日                         |
| カナダ                                | 21                                    | 2021年6月21日                         |
| オランダ                              | 12                                    | 2021年7月11日                         |
| セントクリストファー・ネイビス        | 10                                    | 2021年6月6日                          |
| ベルギー                              | 10                                    | 2021年7月23日                         |
| イギリス                              | 9                                     | 2021年7月10日                         |
| イタリア                              | 8                                     | 2021年6月26日                         |
| ブラジル                              | 8                                     | 2021年6月21日                         |
| インド                                | 6                                     | 2021年4月12日                         |
| デンマーク                            | 6                                     | 2021年7月11日                         |
| スウェーデン                          | 4                                     | 2021年7月15日                         |
| 南アフリカ                            | 4                                     | 2021年7月14日                         |
| ドミニカ共和国                        | 4                                     | 2021年6月21日                         |
| アイルランド                          | 3                                     | 2021年7月8日                          |
| ポルトガル                            | 3                                     | 2021年6月10日                         |
| カタール                              | 3                                     | 2021年4月13日                         |
| ラトビア                              | 2                                     | 2021年4月30日                         |
| アルバ                                | 2                                     | 2021年6月2日                          |
| ボリビア                              | 1                                     | 2021年6月2日                          |
| ウルグアイ                            | 1                                     | 2021年4月15日                         |
| オーストラリア                        | 1                                     | 2021年4月3日                          |
| リトアニア                            | 1                                     | 2021年5月19日                         |
| ノルウェー                            | 1                                     | 2021年7月7日                          |
| エストニア                            | 1                                     | 2021年4月1日                          |
| ロシア                                | 1                                     | 2021年3年21日                         |
| フィンランド                          | 1                                     | 2021年5月31日                         |
| トルコ                                | 1                                     | 2021年2月8日                          |
| バングラデシュ                        | 1                                     | 2021年3月20日                         |
| 日本                                  | 1                                     | 2021年7月20日                         |
| ポーランド                            | 1                                     | 2021年6月27日                         |
| 世界（41カ国）                        | 合計: 4,080                           | 2021年8月6日時点の合計                |